# Маюппія
Маюппія (Майокпія) (*бірм. မာရုမ္ပိယ, д/н — 13 травня 1697) — 29-й володар М'яу-У в 1696—1697 роках.

## Життєпис
Походження є дискусійним: з аристократів або професійних військових. Прийшов до влади внаслідок повалення каман (палацовою гвардією-лучників) Норахти. Невдовзі прийняв посольство від Вімаладгармасур'ї II, магараджи Канді, з яким домовився про зміцнення відносин через голландців з Цейлону, про що свідчить губернатор Герріт де Хіре. Маюппія відправив місцевих ченців до Канді на голландських суднах.
Намагався позбавитися залежності від всевладних каман. Внаслідок цього вже у травні наступного року був повалений й замінений на Каламандата.